# Jingmai O’Connor

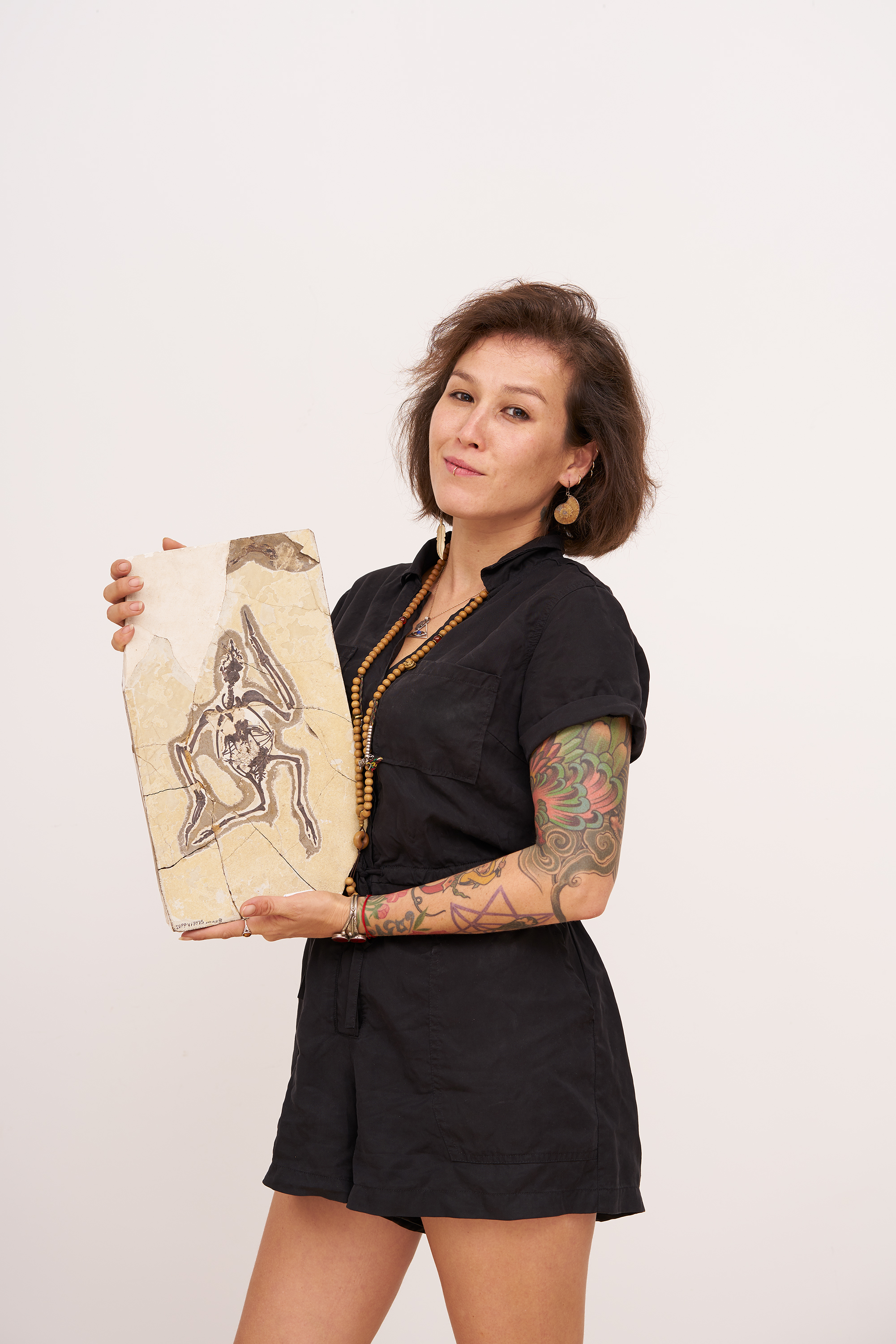
Jingmai O’Connor, 2019

Jingmai Kathleen O’Connor (* 26. August 1983 in Los Angeles, Kalifornien) ist eine US-amerikanische Paläontologin. Ihr Forschungsinteresse gilt den Vögeln des Mesozoikums.

## Leben
O’Connor wuchs mit drei Geschwistern in Pasadena, Kalifornien auf. Ihr Vater ist US-Amerikaner irischer Abstammung, ihre Mutter stammt aus China. Sie widmete sich zunächst der Geologie, wurde dann aber während ihres Studiums am Occidental College von Donald R. Prothero in die Paläontologie eingeführt. Fasziniert von den gefiederten Dinosauriern, die in China ausgegraben wurden, begann O’Connor ein Paläontologie-Studium und konzentrierte sich auf chinesische Fossilien. 2004 graduierte sie unter der Leitung von Prothero und Xiaoming Wang mit der Dissertation New specimen of the Miocene mustelid Sthenictis from the Miocene of Inner Mongolia, China zum Bachelor of Arts in den Geowissenschaften. 2009 wurde sie an der University of Southern California mit der Dissertation A Systematic Review of Enantiornithes (Aves: Ornithothoraces) unter der Leitung von David J. Bottjer and Luis M. Chiappe zum Ph.D. in Geologie promoviert. Nach ihrem Abschluss zog sie nach Peking, China, wo sie 10 Jahre lang unter der Leitung von Zhou Zhonghe am Institut für Paläontologie und Paläoanthropologie der Wirbeltiere tätig war.
Seit 2015 ist sie Professorin am Institut für Wirbeltierpaläontologie und Paläoanthropologie der Chinesischen Akademie der Wissenschaften in Peking.
O’Connors Forschung widmet sich der sich wiederholenden Evolution (und parallelen Weiterentwicklung) des Flugs bei den Dinosauriern, den Übergang von den Dinosauriern zu den Vögeln und der Biologie der Paraves. Die Aspekte ihrer Forschung umfassen die Entwicklung von Federn und komplexem Gefieder, die Aerodynamik, Fortpflanzung, Atmung, Trophik, Systematik, Ontogenie und Taxonomie. Unter Ausnutzung gut erhaltener Weichgewebeproben der Jehol-Gruppe studiert O’Connor nicht nur die Skelettanatomie, sondern auch die Biologie der Stammvögel und ihrer nächsten Verwandten, um die Entwicklung der modernen Vogelmerkmale nachzuvollziehen. Während ihrer Forschungsarbeit wirkte sie an Ausgrabungen in der Inneren Mongolei, China, in Montana und Utah in den Vereinigten Staaten, in Xinjiang, Qinghai und der Gansu-Provinz in China, in der Mongolei, in der Provinz Freistaat in Südafrika, in der Provinz Alberta in Kanada und in Rumänien mit. Seit 2020 ist sie Kuratorin in der Dinosaurier-Abteilung des Field Museum of Natural History in Chicago.
O’Connor ist Mitglied bei der Society of Vertebrate Paleontology (seit 2003), bei der Society of Avian Paleontology and Evolution (seit 2005), bei der Paleontological Society und der Palaeontological Association (beide seit 2018). Von der Paleontological Society wurde sie 2019 mit dem Charles Schuchert Award ausgezeichnet.
Zu O’Connors zahlreichen Erstbeschreibungen zählen unter anderen die Familien Pengornithidae (2014), Bohaiornithidae (2014) sowie Hongshanornithidae (2010), die Gattung Zhongornis mit der Art Zhongornis haoae (2008), die Gattung Ambopteryx mit der Art Ambopteryx longibrachium (2019), die Gattung Yi mit der Art Yi qi (2015), die Art Jeholornis palmapenis (2011), die Gattung Eoconfuciusornis (2017), die Gattung Evgenavis mit der Art Evgenavis nobilis, die Gattung Eopengornis mit der Art Eopengornis martini, die Gattung Parapengornis mit der Art Parapengornis eurycaudatus (2015), die Gattung Chiappeavis mit der Art Chiappeavis magnapremaxilllo (2016), die Gattung Shanweiniao mit der Art Shanweiniao cooperorum, die Gattung Shenqiornis mit der Art Shenqiornis mengi (2010), die Gattung Feitianius mit der Art Feitianus paradisi (2015), die Gattung Sulcavis mit der Art Sulcavis geeorum (2013) sowie die Gattung Parabohaiornis mit der Art Parabohaiornis martini (2014).